# Kodo Sawaki
Kōdō Sawaki (Japonés: 澤木興道, Sawaki Kōdō) (Tsu, 16 de junio de 1880 - Kioto,  21 de diciembre de 1965) fue un monje budista zen japonés.
Considerado por algunos como el maestro zen más importante del siglo XX.

## Biografía
Sawaki Kōdō nació en una familia de siete hermanos, acomodada y feliz, cerca del santuario de Ise, el 16 de junio de 1880. Su nombre de nacimiento fue Tsaikichi. Cuando tenía cinco años, su madre murió y a la edad de ocho años perdió a su padre. Fue adoptado entonces por un amigo de su tío, Sawaki Bunchiki. Jugador profesional, este último era un hombre débil y holgazán que no creía más que en "el tabaco y el sexo", y que había tenido once mujeres. La de aquel momento era una prostituta que sufría crisis de histeria. A los trece años Tsaikichi tuvo que trabajar para comer y en este turbio barrio, se convirtió en el encargado de supervisar los saldos de los jugadores. Tras presenciar la muerte de un hombre de avanzada edad en un burdel, tomó conciencia brutalmente de que no deseaba acabar su vida de una manera tan deshonrosa. Este incidente le llevó hacia la vía del budismo. Cogió terror a su manera de vivir. Conoció a los Morita Soshichi, personas honestas y puras que habían recibido una gran educación y la ayuda que recibió de esta familia fue una ventana abierta a la verdad. Empezó a frecuentar un templo shinshu y, cuando estaba tentado de hacerse monje para escapar de su familia, un sacerdote shinshu le aconsejó que se orientase mejor hacia el Zen. En 1896, partió hacia el templo Eihei-ji.
Una vez allí comenzaron las dificultades ya que siendo un desconocido no pudo hacerse monje y tuvo que aceptar una plaza como sirviente, lo que le permitió a pesar de todo aprender a practicar Zazen. Finalmente en 1897, con Sawada Koho Oshô, en el templo de Kyûshû, recibió Tokudo, la ordenación, y se volvió monje con el nombre de Kôdô. Permaneció dos años junto a este maestro.
Más tarde conoció a otro maestro en la persona de Fueoka Sunum Oshô. Este le enseñó la manera justa: no buscar el Satori ni ninguna otra cosa. Simplemente sentarse en Zazen. Esta relación maestro-discípulo duró un año y fue interrumpida por la incorporación de Kodo al ejército, en 1900. En 1904, durante la guerra ruso-japonesa, fue enviado con la infantería al frente Chino donde fue herido gravemente. Volvió entonces a Japón para recibir cuidados médicos y pasar la convalecencia. En 1905 fue reenviado a China hasta el final de la guerra.
En 1908, a los veintinueve años, entró en la escuela de Horyu-ji en Nara donde cursó estudios de filosofía, sin descuidar nunca la práctica de Zazen ni las enseñanzas del Shôbôgenzô.
En 1912 se convirtió en el primer asistente del dojo Tantô del templo Yôsen-ji.
Más tarde tuvo un periodo de soledad, concentrado en la práctica de Zazen, en un pequeño templo en la provincia de Nara.
En 1916 abandonó este retiro para convertirse en profesor, Kôshi, en Daiji-ji Sôdô. Algunos años después, en 1922, dejó Daiji-ji para vivir en casa de un amigo.
En 1923 comenzó a viajar por el Japón para dar conferencias y dirigir Sesshin, retiros de práctica de Zazen.
En 1935 llegó a ser profesor de la universidad de Komasawa, en la que dio conferencias sobre literatura Zen, y dirigió allí prácticas de Zazen, para más tarde ser el director, Godo, del templo Sōji-ji. Es en este momento, en el año 1936, Yasuo Deshimaru se convirtió en su discípulo.
Hasta antes de la guerra, en 1940, Kôdô Sawaki dirigió también un gran templo en la montaña, el Tengyô Zen-en.
Fue después de la guerra cuando llegó a ser especialmente célebre en Japón organizando Sesshin y Campos de Verano en diversos lugares. Enseñaba tanto a laicos como a monjes, daba conferencias tanto en las universidades como en las prisiones y participó en la fundación de numerosos dojos. Le apodaban "Kôdô sin morada" porque rechazó instalarse en un templo y viajaba siempre solo.
Trajo entonces un soplo de aire fresco al Zen moribundo de aquella época, reintroduciendo la práctica universal de Zazen. Durante todo este periodo Taïsen Deshimaru lo siguió y Kôdô Sawaki le transmitió lo que en el Zen se considera la esencia del Budismo.
En 1963, a los ochenta y seis años, cayó gravemente enfermo y se retiró a Antai-ji, templo que él mismo había transformado en un lugar de práctica pura. Desde su lecho, pasaba largo tiempo observando al monte Takagamine, y tres días antes de su muerte dijo a una monja: "¡Mira! La naturaleza es magnífica. Comprendo los problemas de los hombres. Nunca, en toda mi vida, he conocido una persona a la que hubiese podido someterme y a la que hubiese podido admirar. Pero este monte Takagamine me mira siempre desde lo alto, diciendo: 'Kôdô, Kôdô.'" Estas fueron sus últimas palabras.
Murió el 21 de diciembre de 1965 a las 13.50 h.